# John Buttigieg
John Buttigieg (* 5. Oktober 1963 in Sliema) ist ein ehemaliger maltesischer Fußballspieler und heutiger -trainer. Von 2009 bis 2011 war er Nationaltrainer von Malta.

## Spielerlaufbahn
John Buttigieg begann seine Fußballkarriere im Jahr 1981 bei den Sliema Wanderers. Von 1981 bis 1989 absolvierte der Verteidiger insgesamt 75 Spiele für die Wanderers und wurde auch in der Nationalmannschaft zum Stammspieler. Er wechselte 1989 nach England zum FC Brentford und wurde in zwei Saisons insgesamt 40 mal eingesetzt. Im Jahr 1990 war er zwischenzeitlich an Swindon Town ausgeliehen, brachte es aber nur auf drei Einsätze. 
Buttigieg konnte sich bei den unterklassigen englischen Vereinen nicht dauerhaft durchsetzen und kehrte nach Malta zurück. Im Sommer 1991 unterzeichnete er einen Vertrag beim FC Floriana. Bis 1999 spielte John Buttigieg 155 mal für Floriana. 
Mit 35 Jahren wechselte er 1999 zum FC Valletta. Im Jahr 2002 beendete Buttigieg in der Hauptstadt Maltas seine aktive Karriere.

### Nationalmannschaft
John Buttigieg debütierte bereits im Jahr 1984 für die Nationalelf Maltas. Bis 2000 brachte er es auf 97 Länderspiele. Im Jahr 2000 beendete der zuverlässige Nationalspieler bei einer beachtlich knappen 1:2-Niederlage gegen England seine Karriere in der Nationalmannschaft Maltas.

### Trainerlaufbahn
Im März 2007 übernahm John Buttigieg den Verein FC Birkirkara aus Malta. 2008 gelang dem FC Birkirkara der Gewinn des maltesischen Pokals. Sein erster Titel als Trainer brachte ihn im Sommer 2009 als Kandidat für das Amt des Nationaltrainers ins Gespräch, da für den amtierenden Nationaltrainer Dušan Fitzel bereits ein Nachfolger gesucht wurde. Als Dušan Fitzel im Juli 2009 schließlich aus gesundheitlichen Gründen von seinem Amt zurücktrat, wurde John Buttigieg zu seinem Nachfolger ernannt. Im Oktober 2011 wurde er mangels Erfolg als Nationaltrainer entlassen, sein Nachfolger wurde Pietro Ghedin.